# Kilda
Kilda est une localité du Cameroun située dans le département du Mayo-Tsanaga et la Région de l'Extrême-Nord, dans les monts Mandara, à proximité de la frontière avec le Nigeria. Elle fait partie de la commune de Koza  et du canton de Gaboua.

## Population
En 1966-1967, la localité comptait 1 230 habitants, pour la plupart des Mafa.
Lors du recensement de 2005, on y a dénombré 3 904 personnes.